# Nise-e
Nise-e (似絵?, nise-e), o "ritratto simile all'originale" o "ritratto realistico", era uno stile di ritrattistica popolare nei circoli di corte giapponese che ebbe origine alla fine del XII secolo e  fu popolare per tutto il periodo Kamakura.

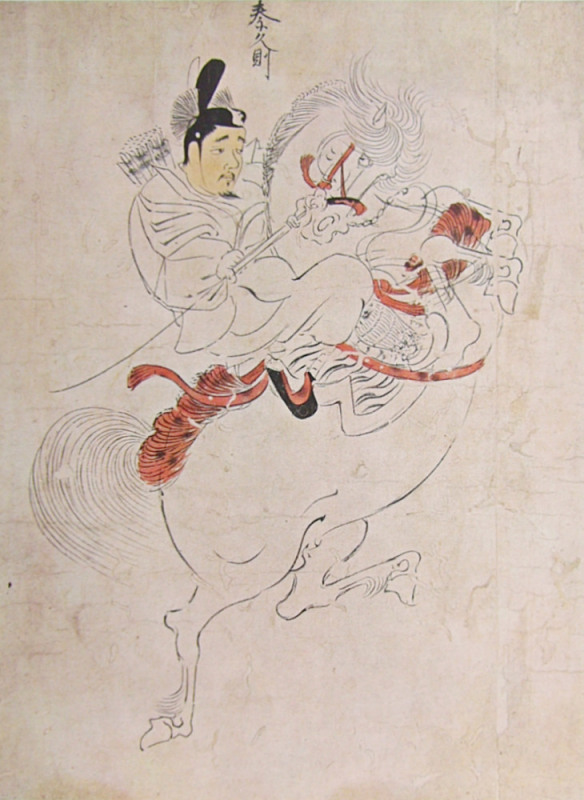
Samurai e cavalcatura resi fedelmente da Fujiwara no Nobuzane, Zuijin Teiki Emaki

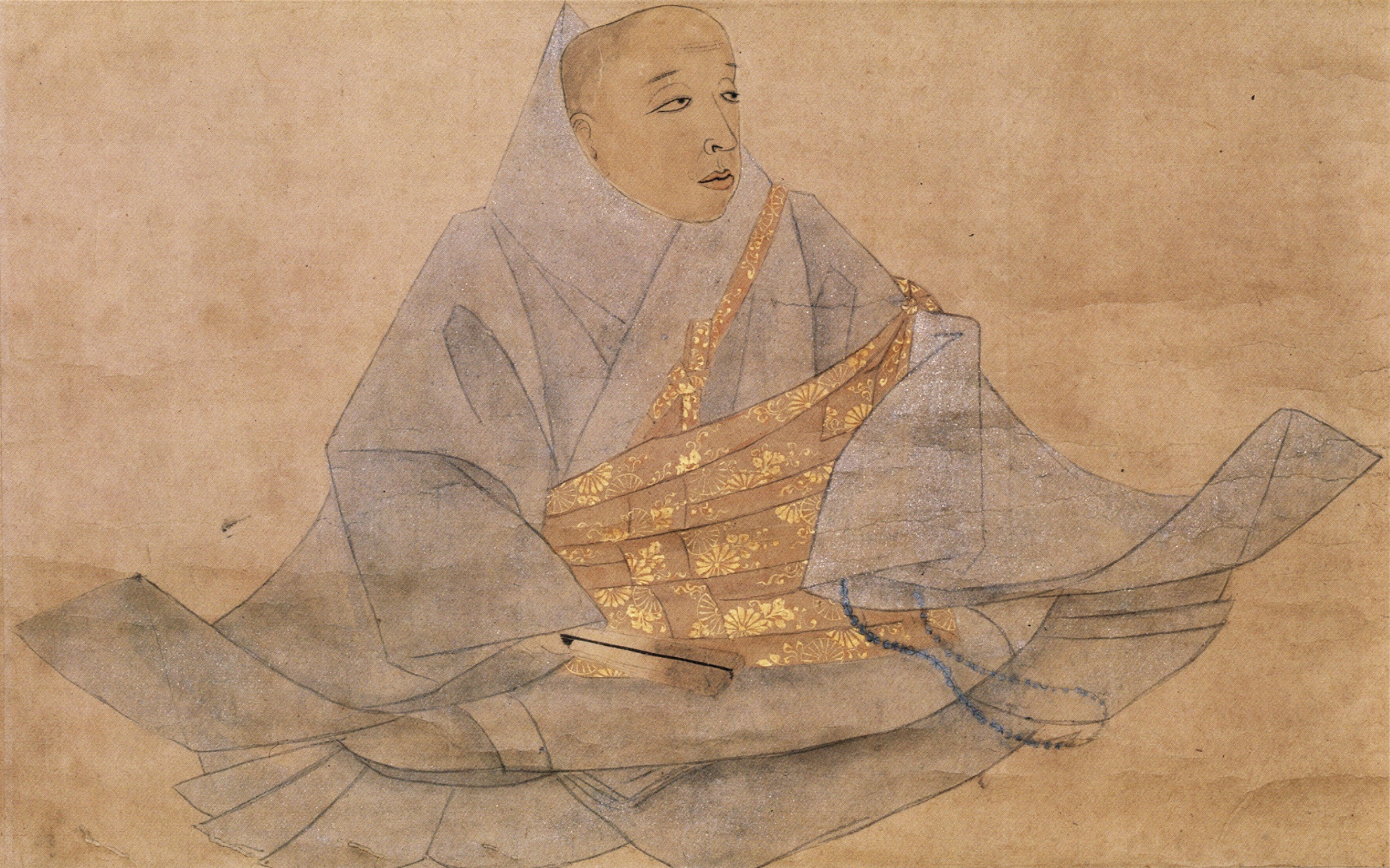
Ritratto dell'imperatore Hanazono di Gōshin

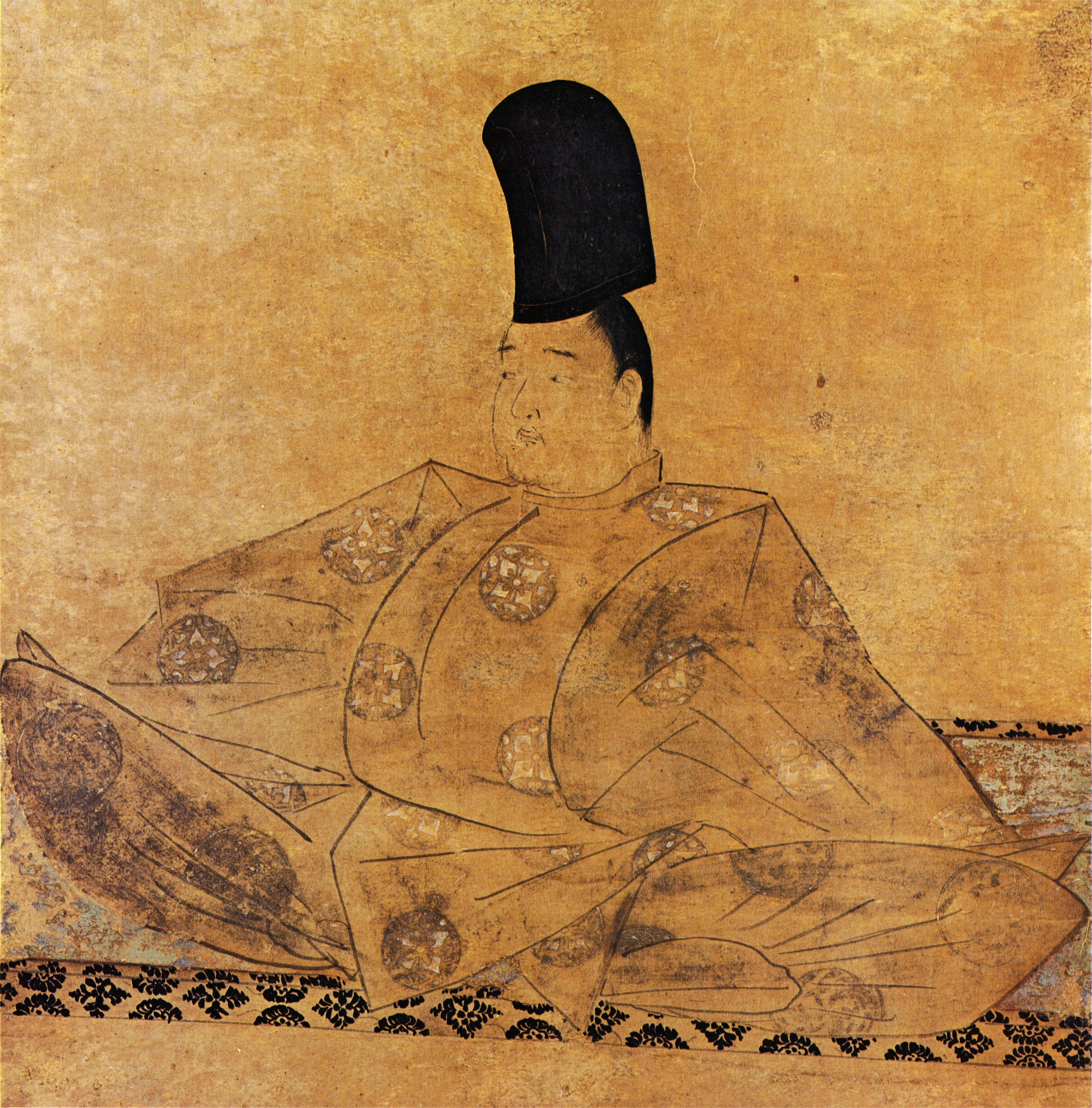
Ritratto dell'imperatore Go-Toba di Fujiwara no Nobuzane

Prima del XII secolo l'arte giapponese aveva un carattere puramente religioso, ma nise-e introdusse la rappresentazione realistica di figure laiche come cortigiani e samurai. La popolarità del nise-e contribuì persino a porre fine al tabù contro le raffigurazioni artistiche dell'imperatore, con uno dei primi nise-e che raffigura un imperatore vivente, un ritratto dell'imperatore Hanazono di Fujiwara no Gōshin. Lo scopo di un ritratto nise-e era quello di catturare il carattere di un uomo con poche semplici linee.

## Panoramica
La più antica menzione del termine nise-e (似絵) risale a una cronaca ufficiale del 1241, l'Azumakagami (吾妻鏡), sebbene il genere sia stato fondato qualche decennio prima. Nei Mōko Shūrai Ekotoba, l'espressione è usata anche per gli animali (più precisamente cavalli e finimenti).
Nise-e fa parte del movimento pittorico di ispirazione giapponese chiamato yamato-e, emerso nel primo periodo Heian come reazione allo stile cinese precedentemente popolare chiamato kara-e. A seguito della rottura dei rapporti con la Cina durante il crollo della gloriosa dinastia Tang, yamato-e, che si ispirò alla letteratura e alla poesia dell'arcipelago, dominava sia nelle arti religiose che profane, favorito dalla nuova estetica raffinata, impersonale e nostalgica della corte imperiale. Lo stile si caratterizza per il suo lirismo, le sue rappresentazioni dei paesaggi e della vita quotidiana giapponesi, la sua delicatezza e il suo spirito decorativo. Alcune opere rappresentative di yamato-e di quel tempo sono i murales Hōōdō del Byōdō-in, vari emakimono come il Genji monogatari emaki e lo Shigisan Engi Emaki.

## Sviluppo
L'origine del nise-e risale al pittore Fujiwara no Takanobu (1142-1205) riconosciuto per il suo stile ritrattistico realistico, di cui si sono conservati alcuni esempi, come i dipinti murali di Saishoko-in (最勝光院) o i ritratti degli aristocratici dell'epoca. La sua linea inizialmente causò uno scandalo a corte per i suoi affreschi Saishoko-in a Kyoto (1173), dove era l'unico responsabile dei volti dei personaggi (Tokiwa Mitsunaga componeva il resto). Secondo testi e giornali risalenti alla fine del XII secolo, infatti, gli aristocratici attribuivano la colpa a questi dipinti sui quali li si poteva facilmente riconoscere. La ritrattistica, a quanto pare, non esisteva nel periodo Heian tranne che per visioni idealizzate di divinità e monaci famosi, e i primi schizzi sopravvissuti tratti dal vero risalgono al 1274.
Ci sono tre opere di Takanobu conservati a Jingo-ji (神護寺), che sono emblematiche di tutta l'arte del nise-e. Un altro ritratto, probabilmente uno dei più famosi nise-e, è quello di Minamoto no Yoritomo (XIII secolo): il volto severo, duro, ma serio e competente del guerriero che soggiogò tutto il Giappone ben trasmette le tendenze realistiche del periodo Kamakura.
L'influenza di Takanobu è visibile nelle opere di suo figlio Fujiwara no Nobuzane (1176-1269 circa) anch'egli pittore riconosciuto, continuò quest'arte della ritrattistica e diede vita ad una delle prime significative scuole di pittura in Giappone. Il suo stile appare meno geometrico di quello del padre, ad esempio attraverso il suo famoso ritratto dell'imperatore in pensione Go-Toba è anche considerato l'autore di una parte del Zuijin teiki emaki, il cui dipinto a inchiostro (hakubyō) arricchito con colori molto discreti illustra perfettamente la linea del nise-e.
I successori, Fujiwara no Tamenobu e suo figlio Gōshin (XIV secolo), realizzarono i Tenshi sekkan miei (Rotoli dei Ritratti di Imperatori e Reggenti), emakimono composti da 131 ritratti di imperatori, reggenti, ministri e alti cortigiani. Dobbiamo a Gōshin anche un ritratto molto intimo dell'imperatore in pensione Hanazono. Notevoli sono anche i Rotoli dei trentasei poeti (Sanjūrokkasen emaki), un emakimono raffigurante i trentasei famosi poeti giapponesi, sebbene questi ritratti siano in realtà puramente immaginari.
Durante il periodo Muromachi del XIV secolo, la pittura giapponese subì profonde trasformazioni e si ispirò maggiormente allo Zen e alla pittura wash della dinastia Song in Cina, tanto che yamato-e perse rapidamente la sua importanza. Tuttavia, il ritratto rimase molto popolare e molti shogun e daimyō li commissionavano, fino al periodo Edo. Tuttavia, il termine viene gradualmente utilizzato per vari tipi di ritratti a metà del XIV secolo, compresi quelli di persone morte da tempo, riducendo ovviamente la qualità realistica. Intorno al XV secolo, sembra che il termine non fosse più usato negli archivi.
La ritrattistica nise-e influenzò notevolmente anche lo stile del ritratto del XVIII secolo nigao-e, sperimentato da Katsukawa Shunshō in risposta al desiderio di ritratti di attori con tratti del viso realistici ed espressivi.